# Electro Dance
Electro Dance, ofta felaktigt benämnt med "Tecktonik", är en dans som utövas till elektronisk musik, och framförallt just "Electro". 
Dansen har sitt ursprung i Frankrike där den från början sågs som en slags utgrening till vanlig Disco-dans. 
På senare tid så har dansen övertygat en hel del människor att prova på den.[källa behövs] I dagsläget (år 2011-2012) så är dansen väldigt populär i, inte minst de södra staterna av USA.[källa behövs]
Ett namn som oftast förknippas med dansen är "Dance Generation", ett brand som används för att sammanföra dansens olika falanger i de länder där den är som störst.
Dansen är lika mycket tävlingsdans, som den är "videodans". Vertifight är en av de största etablerade tävlingarna och äger rum i bland annat Frankrike och Ryssland.